# Alan Pennington
Alan Pennington (ur. 4 kwietnia 1916 w Wallasey, zm. 2 czerwca 1961 w Lizbonie) – brytyjski lekkoatleta, sprinter, dwukrotny medalista mistrzostw Europy z 1938.
Na igrzyskach olimpijskich w 1936 w Berlinie odpadł w półfinale biegu na 100 metrów oraz w eliminacjach biegu na 200 metrów i sztafety 4 × 100 metrów.
Zdobył srebrny medal w sztafecie 4 × 400 metrów (sztafeta brytyjska biegła w składzie: Jack Barnes, Alfred Baldwin, Pennington i Godfrey Brown) oraz brązowy medal w biegu na 200 metrów na mistrzostwach Europy w 1938 w Paryżu.
Zdobył srebrny medal w biegu na 100 metrów na akademickich mistrzostwach świata w 1937 w Paryżu.
Był mistrzem Wielkiej Brytanii (AAA) w biegu na 440 jardów w 1939 oraz wicemistrzem na tym dystansie w 1938.
Wyrównał rekord Wielkiej Brytanii w biegu na 100 metrów czasem 10,6 s (2 sierpnia 1936 w Berlinie).
Po wojnie pracował w branży ubezpieczeń. Zmarł śmiercią samobójczą w Lizbonie podczas podróży służbowej.